# Babilonia (satrapía)
La satrapía de Babilonia fue una división administrativa del Imperio aqueménida.

## Historia
Fue creada bajo el nombre de Babairu en tiempos de Darío I, bajo cuyo gobierno vio la luz la división en "países", modernamente llamados satrapías; en esta organización Babairu fue la 3. ª. No obstante, el nombre de Babilonia aparece poco después ligado al de Siria como la novena satrapía, y su sátrapa ejercía la misma dignidad en la satrapía Abar-Nahara (la quinta), cuya suma suponía la mayor parte del territorio que había ocupado el conquistado Imperio neobabilónico.